# Западное Касаи
Западное Касаи (фр. Kasaï-Occidental) — бывшая провинция Демократической Республики Конго, расположенная на юго-западе страны.
После принятия Конституции 2005 года провинция была разделена на две новые провинции: Касаи и Лулуа.
Население провинции — 3 337 000 человек (1998). Административный центр — город Кананга.

## Основные города
- Кананга
- Чикапа
- Илебо